# Gare du Bras de Fer - Évry - Génopole
Pour les articles homonymes, voir Bras de Fer (homonymie).
La gare du Bras de Fer - Évry - Génopole est une gare ferroviaire française de la ligne de Grigny à Corbeil-Essonnes, située dans la commune d'Évry-Courcouronnes (département de l'Essonne). Édifiée au sud-est de la commune d'Évry-Courcouronnes dans le quartier du Bras-de-Fer, elle dessert les laboratoires du Génopole, les bureaux évryens de la Snecma, les grandes écoles Télécom SudParis et Télécom École de management ainsi que le Centre hospitalier sud francilien situé à proximité, sur le territoire de la commune de Corbeil-Essonnes.
C'est une gare de la Société nationale des chemins de fer français (SNCF) desservie par les trains de la ligne D du RER.

## Situation ferroviaire

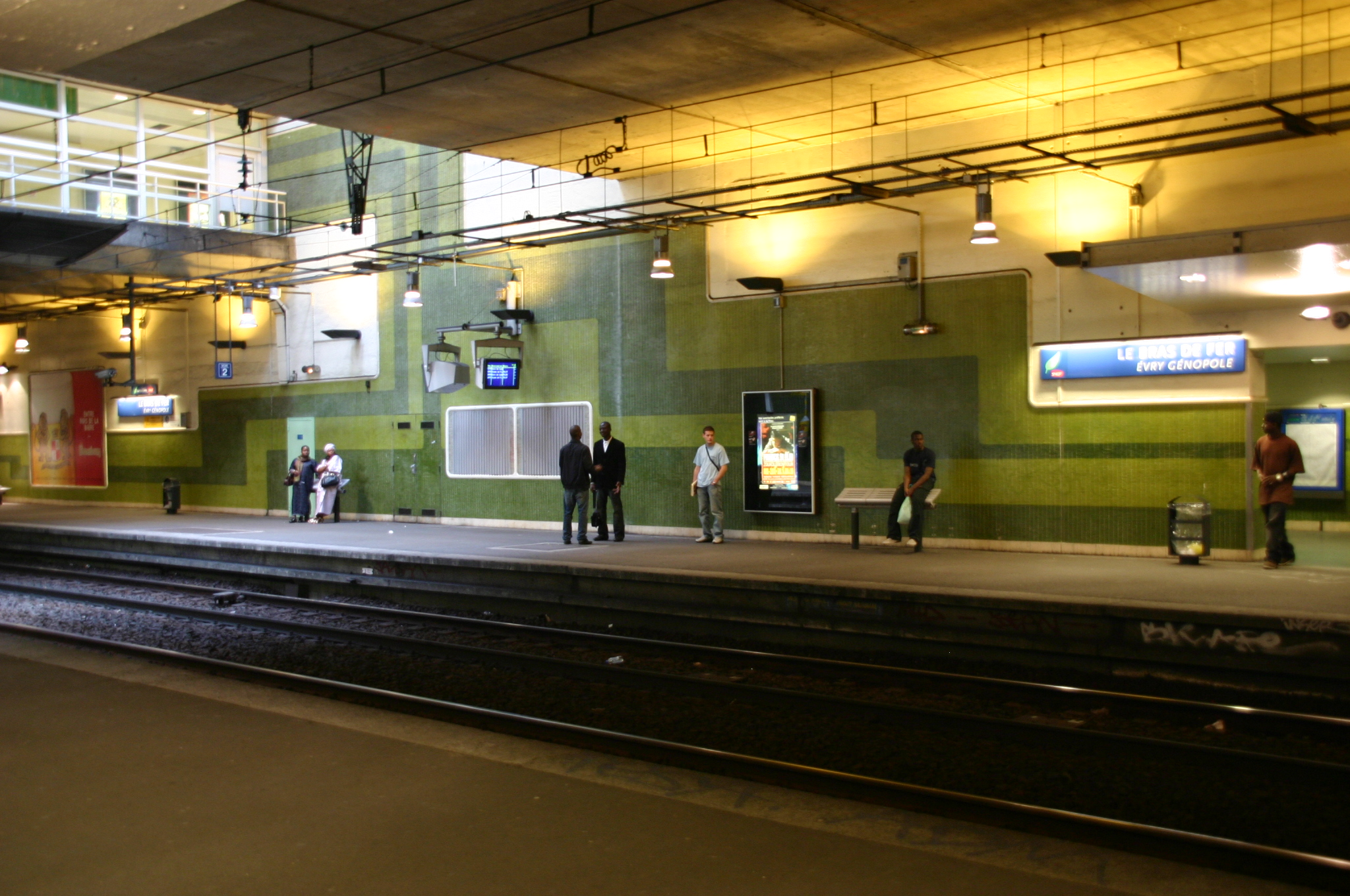
Quais de la gare.

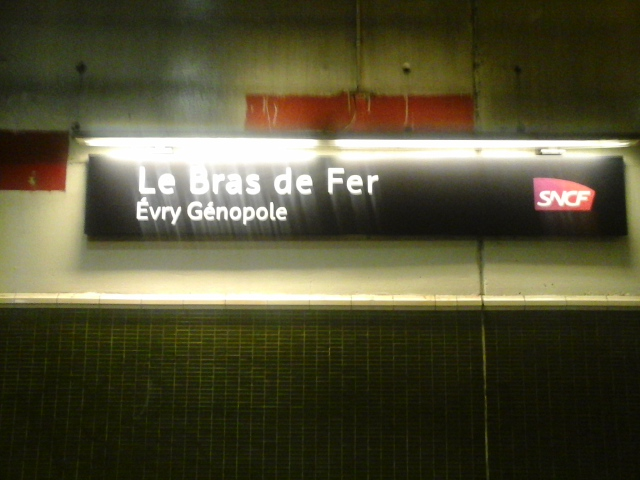
Plaque signalétique indiquant le nom de la gare, en 2017.

La gare du Bras de Fer - Évry - Génopole, entièrement souterraine et située au point kilométrique (PK) 8,700 de la ligne de Grigny à Corbeil-Essonnes, entre les gares d'Évry-Courcouronnes et de Corbeil-Essonnes.
Elle se situe à l’extrémité sud de cette ligne, juste avant la rampe d’accès au viaduc de Corbeil qui franchit la Francilienne

## Histoire
La gare a été mise en service en 1975. C’est une des quatre gares de la nouvelle ligne dite du plateau d’Évry.
En 2014, selon les estimations de la SNCF, la fréquentation annuelle de la gare est de 2 284 200 voyageurs.

## Service des voyageurs

### Accueil
Gare SNCF du réseau Transilien, elle dispose d'un bâtiment voyageurs ouvert tous les jours. Elle est équipée d'automates pour l'achat de titres de transport Transilien et de l'affichage des « horaires des trains en temps réel ».

### Desserte
La gare du Bras de Fer - Évry - Génopole est desservie par les trains de la ligne D du RER.

### Intermodalité
Un parking (payant) pour les véhicules et un parc pour les vélos y sont aménagés.
La gare est desservie par les lignes 4201, 4206, 4212, 4217, 4242 et la ligne express 9112 du réseau de bus Évry Centre Essonne, par la ligne 7715 du réseau de bus de Sénart et, la nuit, par les lignes N135 et N139 du réseau Noctilien.